# Furesø Golfklub
Furesø Golfklub er en dansk golfklub, der har til huse i Birkerød i Nordsjælland, på adressen Hestkøb Vænge 4. Klubben blev stiftet den 8. oktober 1974. Banen består af 3 sløjfer, Hestkøbgård (indviet 18. august 1979), Farum (endeligt indviet 17. august 1989) og Parkvej (indviet 2. august 1996). 
Banen er af høj standard, og særligt Hestkøbgård-sløjfen, der ligesom Farum-sløjfen er tegnet af Jan Sederholm, er kendt for sin skønhed og udfordring. Ud over de 27 huller er der en par 3 bane, driving range, 2 putting greens, trænings bunkers, træning af kort indspil samt indendørs slagtræning.
Bygningerne Hestkøbgård, der huser sekretariat, restaurant Hestkøbgård, Pro Shop, omklædningsfaciliteter og klublokaler, er en gammel bondegård, der historisk dateres tilbage til år 1370. De nuværende bindingsværkslænger er opført efter en brand i 1827, og hovedbygningen i palæstil er opført i 1902-03. Bygning og arealer ejes af Rudersdal Kommune, på nær arealerne for 6 huller (2, 3, 4, 5, 6 og 8) på Farum-sløjfen, der ejes af Furesø Kommune. 
Klubben har ca. 1.500 medlemmer.